# Hymenodon chenianus
Hymenodon chenianus là một loài rêu trong họ Rhizogoniaceae. Loài này được Pocs mô tả khoa học đầu tiên năm 2007.